# Николаос Бамбаникас
Николаос Бамбаникас (на гръцки: Νικόλαος Μπαμπανίκας) е гръцки революционер, деец на гръцката въоръжена пропаганда в Македония от началото на XX век.

## Биография
Николаос Бамбаникас е роден в Катерини, тогава в Османската империя. Присъединява се към гръцката пропаганда и действа като четник в борбата с българските чети. Скоро става капитан и формира своя собствена въоръжена група, която действа областта на Катерини и Олимп, преди всичко за прекратяване на румънската пропаганда сред власите в региона.